# Natalie Eilers
Natalie Eilers (31 ottobre 1998) è una saltatrice con gli sci canadese.

## Biografia
Originaria di Calgary e attiva dal luglio del 2015, la Eilers ha esordito in Coppa del Mondo il 15 febbraio 2017 a Pyeongchang Alpensia (28ª) e ai Campionati mondiali a Seefeld in Tirol 2019, dove si è classificata 39ª nel trampolino normale; nella successiva rassegna iridata di Oberstdorf 2021 si è piazzata 39ª nel trampolino normale, 40ª nel trampolino lungo e 11ª nella gara a squadre, mentre in quella di Planica 2023 è stata 39ª nel trampolino normale e 6ª nella gara a squadre. Non ha preso parte a rassegne olimpiche.

## Palmarès

### Coppa del Mondo
- Miglior piazzamento in classifica generale: 51ª nel 2018